# Гиайнш
Гиайнш (порт. Guiães)  —  населённый пункт и район в Португалии,  входит в округ Вила-Реал. Является составной частью муниципалитета  Вила-Реал. По старому административному делению входил в провинцию Траз-уж-Монтиш и Алту-Дору. Входит в экономико-статистический  субрегион Доуру, который входит в Северный регион. Население составляет 585 человек на 2001 год. Занимает площадь 7,02 км².
Покровителем района считается Дева Мария (порт. Santa Maria). 

## История
Район основан в 1202 году